# Меропа (дочь Кипсела)
Меропа (др.-греч. Μερόπη) — полумифическая царица Мессении. Дочь царя Аркадии Кипсела, жена Кресфонта, мать Эпита. Позже, против воли, стала женой Полифонта — убийцы её первого мужа (по Аполлодору). У Еврипида Кресфонт — имя как её мужа, так и её сына, Меропа помогает ему в мести за отца.
Исполнением её роли в трагедии Еврипида «Кресфонт» прославился актер Феодор.